# Going On!
「Going On!」（ゴーイング・オン!）は、ガーディアンズ4としゅごキャラエッグ!の楽曲。同ユニット4枚目のシングルとして2010年1月20日にポニーキャニオンから発売された。

## 概要
初回生産限定盤はCD+DVDで、通常盤はCDのみである。また、初回生産限定盤、通常盤（初回仕様）ともイベント抽選シリアルナンバーカードが封入されている。カップリングとしてしゅごキャラエッグ!の「ありがとう〜大きくカンシャ!〜」が収録されている。
しゅごキャラエッグ!は新メンバー田辺奈菜美が加わった初の楽曲。
しゅごキャラエッグ!ではこの曲が最後のCD発売となった。

## 収録曲
1. Going On!/ガーディアンズ4
（作詞：川上夏季　作曲・編曲：斎藤悠弥・若林友一）
『しゅごキャラパーティー!』オープニングテーマ。（2010年1月 - ）
2. ありがとう〜大きくカンシャ!〜/しゅごキャラエッグ!
（作詞：川上夏季　作曲・編曲：原田ナオ）
『しゅごキャラパーティー!』内アニメ
『しゅごキャラ!!! どっきどき』オープニングテーマ。（2010年1月 - ）
3. Going On!(Instrumental)
4. ありがとう〜大きくカンシャ!〜(Instrumental)